# Camarhynchus pallidus
Il fringuello picchio (Camarhynchus pallidus, (Sclater & Salvin 1870)) è un uccello della famiglia Thraupidae, endemico delle isole Galápagos in Ecuador.

## Sistematica
Sottospecie:
- Camarhynchus pallidus pallidus
- Camarhynchus pallidus productus
- Camarhynchus pallidus striatipecta
- Camarhynchus pallidus giffordi